# Belén Persello
María Belén Persello (Ushuaia, 2 de abril de 1983–Buenos Aires, 13 de diciembre de 2017) fue una actriz argentina, más conocida por interpretar a Terra en la cuarta temporada de Casi ángeles.

## Biografía
Persello nació en Ushuaia, Tierra de Fuego, el 2 de abril de 1983. A los 9 años, su familia se trasladó a Buenos Aires, donde comenzó a tomar clases de teatro. Empezó a trabajar como modelo publicitaria, también se destacó por sus apariciones en Atracción x 4 y Mis amigos de siempre, y llegó a trabajar como cantante y DJ.
En 2010, Persello interpretó a Terra en la cuarta temporada de la telenovela Casi ángeles, que le adquirió cierta popularidad. También trabajó en el teatro, participando en los espéctaculos surgidos de Casi ángeles y en la obra Cumbres Borrascosas, dirigida por Romina Di Gregorio y Magdalena Zilli.

### Muerte
Persello sufría de depresión, y el 13 de diciembre de 2017 se suicidó en Buenos Aires, la noticia fue confirmada varios días después por su hermana, Sol Persello. Sus compañeros del reparto de Casi ángeles, Victorio D'Alessandro, Rocío Igarzábal, Gastón Dalmau, Benjamín Amadeo y Belén Chavanne, mostraron sus condolencias en las redes sociales.

## Filmografía
- 2008-2009: Atracción x4 en Dream Beach - Macarena
- 2010: Casi ángeles (cuarta temporada) - Terra
- 2013: Mis amigos de siempre - Romina "Ruth"
- 2014: Señores papis - Jessica Venturini
- 2014: Las 13 esposas de Wilson Fernández - Amanda